# Ент
Ентите (Ents) са измислена раса от фантастичния свят на Джон Роналд Руел Толкин. Те представляват разумни дървета, които могат да говорят и ходят. Вдъхновени са от говорещите дървета, които присъстват в много от световните фолклори.
Ентите се появяват в Средната земя почти по едно и също време с елфите. Те вероятно са създадени от Илуватар по желание на Явана. След като създадените от Ауле джуджета също се пробуждат на Средната земя, ентите се появяват, за да предпазят горите от изсичането на джуджетата. В книгите на Толкин ентите са описани като Пазители на дърветата, които пречат на орките, джуджетата и другите раси да унищожат горите в Средната земя. Въпреки че ентите са съзнателни още от момента на своето пробуждане, те не могат да говорят до момента, в който елфите ги научават.
Ентите са подобни на дърветата, за които се грижат. Различните енти се различават по големина, цвят и др. Външния вид на отделните енти напомня за различните видове дървета, за които те се грижат. През Третата епоха на Средната земя ентите се срещат много по рядко и вероятно обитават единствено гората Ветроклин. За разлика от тях, приличащите на енти хуорни все още се срещат и на други места.
Елфическото наименование на енитите е Онодрими. Ентите не пазят нарочно своя език в тайна, но на практика никоя от другите раси на Средната земя не е способна да го усвои и използва. Те говорят на ентски.
Дървобрад се хвали на Мери и Пипин за силата на ентите. Той казва, че те са далеч по-силни от троловете, които Моргот прави през Първата епоха като имитация на ентите. Според Дървобрад, въпреки че троловете са направени по подобие на ентите, те дори не се доближават до истинската сила на Пазителите на дърветата. Той сравнява това с орките, които са създадени като зла имитация на елфите.
Разбираме, че ентите, не обичат да бъдат наричани „дървета“, когато Дървобрад обяснява на хобитите или „малките орки“ (според него), какви са функциите на ента. Когато събранието на ентите свършва и те решават, че няма да се месят в битката със Саруман, Дървобрад предлага на хобитите да ги изведе от гората. Те тръгват на запад, но в този момент Пипин се сеща за план и кара ента да се върнат и да тръгнат на юг. Мери не го разбира, но когато стигат една долина и Дървобрад вижда изкоренените дървета, от които е имал приятели, които познава от „лешник и жълъд“ с вика на ентите, събира енти дъб, ясен, бук и др, като предприемат „Последния боен марш на ентите“.

## Списък на енти
- Дървобрад
- Беечбон е ент и приятел на Дървобрад, като заедно с останалите енти те обитават старата гора Ветроклин. Беечбон участва и в последния поход на ентите срещу Исенгард.